# Янкович, Александар
Александар Янкович (серб. Александар Јанковић / Aleksandar Janković; род. 6 мая 1972, Белград) — югославский футболист, сербский футбольный тренер. Главный тренер национальной сборной Китая.

## Карьера

### Карьера игрока
Александар Янкович воспитанник футбольного клуба «Црвена звезда». В составе белградского клуба Янкович стал обладателем Кубка Югославии среди молодёжных команд, также Янкович сыграл 2 матча за основной состав команды в сезоне 1990/91. Затем он отправился на правах аренды в Австралию, где выступал за клуб «Бонниригг Уайт Иглз», базировавшийся в пригороде Сиднея, и основанный выходцами из Сербии.
После возвращения из Австралии Янкович не смог закрепиться в основном составе «Црвены звезды» и перебрался во Францию, где выступал за клубы третьего дивизиона, сначала за «Шербур», а затем «По». В это время клуб «По» возглавлял Славолюб Муслин, с которым Янкович позже начнёт свою тренерскую карьеру.
В 1997 году Янкович отправился в США, где выступал за «Канзас-Сити Уизардс». После первого сезона в американском клубе, серб получил травму колена. Александар не смог полностью восстановиться после травмы, и принял решение завершить карьеру в 28 лет.

### Карьера тренера
Зимой 2000 года Александар принял предложение от «Црвены звезды», где сначала занимал должность селекционера и скаута, а в июле 2001 года вошёл в тренерский штаб команды, став помощником Славолюба Муслина, однако уже в сентябре, после неудачного выступления в Лиге Чемпионов Муслин был снят с должности, и Янкович последовал за ним.
Александар Янкович более пяти лет работал ассистентом Славолюба Муслина, в этот период они вместе работали в болгарском «Левски» (2001—2003), снова в «Црвена звезде» (2003—2004), донецком «Металлурге» (2004—2005), бельгийском «Локерене» (2005) и московском «Локомотиве» (2006).
В июле 2007 года Янкович снова получил должность селекционера и скаута в «Црвене звезде», а в ноябре после отставки Милорада Косановича стал главным тренером «Црвены звезды». Под руководством 35 летнего тренера команда сыграла в чемпионате страны 22 матча, в которых добилась 16 побед и 6 ничьих с разницей забитых и пропущенных мячей 52-17. Однако этого оказалось недостаточно, чтобы опередить в турнирной таблице «Партизан», и «Црвена звезда» довольствовалась серебряными медалями, а Янкович ушёл в отставку.
В 2009 с апреля по октябрь Янкович возглавлял бельгийский «Локерен», в котором ранее уже работал ассистентом Славолюба Муслина.
С ноября 2010 по декабрь 2012 года Янкович был главным тренером молодёжной сборной Сербии (до 21). В отборочном турнире к чемпионату Европы 2013 подопечные Янковича в 8 матчах одержали 5 побед и 3 ничьи, однако в стыковых матчах уступили англичанам.
В августе 2012 года Янкович во второй раз возглавил «Црвену звезду». В сезоне 2012/13 команда провела в чемпионате страны 18 матчей, из которых 12 побед, одна ничья и 5 поражений. В марте 2013 года, после поражения от команды «Раднички» (Ниш), Янкович был отправлен в отставку, на посту его сменил португалец Рикарду Са Пинту.
С 2014 года Янкович работал с клубами из чемпионата Бельгии — «Мехелен» (2014—2016), «Стандард» (2016—2017), и повторно «Мехелен» (2017—2018).

## Личная жизнь
Александар Янкович женат, имеет двоих детей. Отец Александра известный в Сербии спортивный журналист Добривойе «Боби» Янкович. В Белграде Александар учился во французской гимназии, что и предопределило его выбор выступать во Франции Иногда журналисты называют Янковича «Сербским Мауриньо».